# Thomas Bugge
Pour les articles homonymes, voir Bugge.
Thomas Bugge, né le 12 octobre 1740 à Copenhague où il est mort le 15 janvier 1815, est un astronome et géographe danois.

## Biographie
Il étudie la théologie (1759) et devient professeur d'astronomie et de mathématiques à l'université de Copenhague. En 1761, il part à Trondheim pour observer le passage de la planète Vénus. À son retour, il entre à l'Académie des sciences puis devient directeur de l'Observatoire. Associé à l'Institut de France, on lui doit des cartes du Danemark.
Bugge a été le formateur de nombreux officiers pour effectuer des observations trigonométriques en Islande, en Norvège et au Groenland. En 1807, il a sauvé les collections de Copenhague pendant les bombardements de la ville.
En 1798, il est venu en France et a visité Paris, il relate ce voyage dans un ouvrage publié en danois : Reise til Paris i aarene 1798 og 1799, et traduit partiellement en anglais sous le titre Travels in the French Republic : containing a circumstancial view of the present state of learning, the arts, manufactures, learned societies, manners, &c. in that country, le nom de l'auteur est indiqué comme: Thomas Byggé.

## Œuvres
(En français lorsque les ouvrages ont été traduits).
- Første Grunde til Regnekunsten og Algebra, 1772
- Observationes astron. annis 1781, 82, 83 institutæ in observatorio regio Havniensi, 1784
- Éléments d'astronomie sphérique et théorique (De første Grunde til den sfæriske og theoretiske Astronomi samt den mathematiske Geografi), 1796
- Premiers principes des mathématiques transcendantes (De første Grunde til den rene eller abstrakte Mathematik), 3 vol., 1797
- Méthode d'arpentage appliquée à la levée des cartes
- Den økonomiske og militære Landmaaling, 1814

Non traduit
- Travels in French Republic,  traduit en anglais du danois par John Jones, (Londres, 1801),disponible sur Gallica: